# Vsevolod Gavrilov
Vsevolod Gavrilov (în rusă Всеволод Сергеевич Гаврилов; n. 10 noiembrie 1942, Tiraspol, România – d. 2 octombrie 2020, București, România) a fost un actor din Republica Moldova, cunoscut pentru interpretarea rolului țiganului Danilo din filmul Șatra (1975).

## Biografie
Vsevolod Gavrilov s-a născut la data de 10 noiembrie 1942, în orașul Tiraspol din Transnistria, teritoriu aflat atunci sub administrație românească. A urmat studii la Școala de Muzică „Ștefan Neagu” din Chișinău (1960-1967) și apoi cursuri la Institutul de Arte din Chișinău (1967-1970), la clasa instrumente de suflat, clarinet.
După absolvirea Institutului de Arte din Chișinău, a fost angajat în anul 1970 ca actor la Teatrul rus din Tiraspol. În paralel cu activitatea teatrală, Gavrilov a debutat în anul 1971 ca actor de film la studioul cinematografic Moldova Film în filmul Ofițer în rezervă. A interpretat apoi roluri care l-au plasat printre actorii de frunte ai filmului moldovenesc, printre care Cosma Josan din Furtuni de toamnă (1974) și țiganul Danilo, tatăl Radei, din filmul Șatra (1975).
Ca urmare a prestației sale, a fost invitat în anul 1976 la Teatrul actorului de film de pe lângă Comitetul de stat pentru cinematografie. În anul 1981 a fost angajat ca actor la studioul „Moldova-film”, devenind membru al Uniunii Cineaștilor (1981) și membru al Uniunii Oamenilor de Teatru din Moldova. A lucrat apoi ca actor la Teatrul Dramatic Rus de Stat „A.P.Cehov” din Chișinău.
În semn de prețuire pentru activitatea sa de actor și pentru merite în dezvoltarea artei teatrale, succese în activitatea de creație și înaltă măiestrie artistică, Vsevolod Gavrilov a primit titlul de Maestru în artă (2002) și Medalia "Meritul Civic" (27 decembrie 2004).

## Filmografie
- Ofițer în rezervă (1971) - Pasca
- Dimitrie Cantemir (1973) - ostatecul
- Mânia (1974) - Taras Magnibeda
- Bărbații încărunțesc de tineri (1974) - Volodea
- Furtuni de toamnă (1974) - Cosma Josan
- Ce-i trebuie omului (episod, 1975) - film TV
- Mark Twain acuză... (episod, 1975) - film TV
- Șatra (Mosfilm, 1975) - Danilo, tatăl Radei
- O intâmplare la festival (1976) - film TV - Oprea
- Noapte în Chile (1977)
- O călătorie vara pe mare (1978)
- În zodia gemenilor (1978)
- Cetatea (1978) - Georgi
- Emisarul serviciului secret (1979)
- Musafir din viitor (1979)
- Tatăl meu este un idealist (1980)
- Posledniy geym (1981)
- Iaroslav cel Înțelept (1981)
- Zvyozdnaya komandirovka (1982)
- Vnezapnyy vybros (1983)
- Colierul Șarlotei (1984) - film TV
- Razmakh krylyev (1986) - pasagerul de clasa întâi
- Dezertorul (1997)
- Răzbunarea evreiască (1999)